# Бреге, Луи Шарль
Луи́ Шарль Бреге́ (фр. Louis Charles Breguet; 2 января 1880 — 4 мая 1955) — французский авиастроитель, один из пионеров авиации.

## Биография
Луи Шарль Бреге родился в 1880 году в Париже. В 1882 году скончался его отец Антуан Бреге, мальчик рос в окружении родственников-учёных (знаменитый химик Марселен Бертло был женат на Софи Каролин Ниод — племяннице своего деда Луи Франсуа Клемана Бреге), и стал руководить электрической частью семейного бизнеса «Maison Breguet», размещавшейся в Дуэ.
Вместе с братом Жаком под руководством профессора Шарля Рише они стали строить «жироплан» — прообраз вертолёта. 21 сентября 1907 года их разработка была продемонстрирована в Академии наук. После этого Луи Шарль создал Société anonyme des ateliers d’aviation Louis Breguet, которая в 1909 году выпустила свой первый самолёт — Breguet Type I, установивший в 1911 году рекорд скорости — 10 км в час. В 1912 году был построен первый гидросамолёт.
Когда началась Первая мировая война, то самолёты-разведчики производства Бреге сыграли важную роль во время битвы на Марне, а с 1916 года было развёрнуто производство бомбардировщиков Breguet 14 — первых аэропланов, сделанных почти полностью из алюминия.
В 1919 году Луи Шарль Бреге создал авиатранспортную компанию Compagnie des Messageries Aériennes, в 1933 году слившуюся с рядом других компаний в Air France.
1924 год ознаменовался для Луи Шарля Бреге двумя достижениями: его новый бомбардировщик Breguet Br.19 вошёл в массовое производство, а он сам на яхте «Namousa» завоевал бронзовую медаль Олимпийских игр в классе «8 метров».
Луи Шарль не оставлял своего первого увлечения — вертолётов. В 1931 году он с Рене Дораном основал «Syndicat d’Etudes de Gyroplane», и в 1933 году они создали первый экспериментальный вертолёт Gyroplane Laboratoire, который после совершил первый полёт 26 июня 1935 года.
В годы Второй мировой войны и после неё компания Бреге оставалась важным производителем самолётов как военного, так и гражданского назначения.
Луи Шарль Бреге скончался в 1955 году в Сен-Жермен-ан-Ле от сердечного приступа.

## Награды
- Большая золотая медаль SEP (1931)

## Семья и дети
В 1902 году Луи Шарль Бреге женился на Нелли Жирард, дочери художника Эжена Жирарда. У них родилось пятеро детей.